# Cyanazine
Cyanazine, de triviale naam voor 2-chloor-4-(1-cyaan-1-methylethylamino)-6-ethylamino-1,3,5-triazine, is een organische verbinding met als brutoformule C9H13ClN6. Het is een wit kristallijn poeder, dat goed oplosbaar is in water.

## Toxicologie en veiligheid
De stof ontleedt bij verhitting met vorming van giftige en corrosieve dampen, onder andere waterstofchloride, stikstofoxiden en cyaniden.
Dierproeven tonen aan dat deze stof mogelijk misvormingen veroorzaakt bij pasgeborenen. Iedere blootstelling aan zwangere vrouwen moet vermeden worden.